# Alcanede
Alcanede é uma vila portuguesa do Ribatejo, sede da freguesia do município de Santarém, freguesia com 106,18 km² de área e 3970 habitantes (censo de 2021), tendo, por isso, uma densidade populacional de 37,4 hab./km².
A localidade sede de freguesia, Alcanede, detém a categoria de vila.[carece de fontes?]
Foi sede de concelho, entre 1163 e 1855, constituído pelas freguesias de Louriceira, Malhou, Alcobertas, Fráguas, Abrã, Alcanede e Arneiro das Milhariças. Tinha, em 1801, 6 408 habitantes. Após as reformas administrativas do início do liberalismo, foram-lhe desanexadas as freguesias de Louriceira, Malhou e Arneiro das Milhariças e incorporada a freguesia de Tremês. Tinha, em 1849, 4 565 habitantes. Em 1985 foi-lhe desanexada a freguesia de Gançaria.

## Demografia
Nota: Com lugares desta freguesia foi criada em 1985 a freguesia de Gançaria.
A população registada nos censos foi:
| Distribuição da População por Grupos Etários | Distribuição da População por Grupos Etários | Distribuição da População por Grupos Etários | Distribuição da População por Grupos Etários | Distribuição da População por Grupos Etários |
| -------------------------------------------- | -------------------------------------------- | -------------------------------------------- | -------------------------------------------- | -------------------------------------------- |
| Ano                                          | 0-14 Anos                                    | 15-24 Anos                                   | 25-64 Anos                                   | > 65 Anos                                    |
| 2001                                         | 700                                          | 707                                          | 2573                                         | 1068                                         |
| 2011                                         | 612                                          | 439                                          | 2362                                         | 1134                                         |
| 2021                                         | 461                                          | 372                                          | 1962                                         | 1175                                         |

## Localidades
Além da sede, a Freguesia de Alcanede compreende as seguintes localidades:
Aldeia de Além, Aldeia da Ribeira, Alqueidão do Mato, Alqueidão do Rei, Bairro dos Murtais, Barreirinhas, Casais da Charneca, Casal de Além, Covão dos Porcos, Espinheira, Mata do Rei, Mosteiros, Murteira, Prado, Pé da Pedreira, Vale da Trave, Várzea, Vale do Soupo, Valverde, Viegas e Xartinho.

## Toponímia
De acordo com a tese proposta pelo linguista português José Pedro Machado, o topónimo «Alcanede» trata-se de um hibridismo toponímico, que conjuga o étimo árabe al- com o étimo do latim tardio cannetus, que significa «canavial».
Outra interpretação (ano de 2021): De acordo com pedido de colaboração (de Joaquim VF Victorino), dirigido à Embaixada do Reino de Marrocos em Lisboa, o topónimo Alcanede significa "o Canal" ou canedo e resulta da configuração geológica determinada pela erosão da água ao longo de milénios naquele ponto da Crista geológica existente entre Abrã e Teira, de que é resultado, ali, a ribeira de Alcanede e, para atravessá-la, a ponte medieval com características romanas

## História
Anteriormente à fundação como vila(1), em 1163, por aí passava um velho caminho de pé posto e rodado de tracção animal, que era eixo de ligação entre Évora, Santarém e Leiria; e nesse caminho, ali no sopé do penhasco que é uma Crista Geológica com vários quilómetros de extensão, cortado por uma ribeira a norte e outra a sul formando um canal ou canedo, havia, e há, uma ponte de características romanas; e no cimo do Monte terá existido um pequeno Castro de que não se guardam vestígios; e neste, Gonçalo Mendes de Sousa, por incumbência de D. Afonso Henriques, edificou o primeiro Castelo, de facto e de notícia documentada, mas nada se encontra sobre a sua descrição. E nasceu a vila – uma alcaidaria com uma guarnição de armas e um alcaide-menor(2) residente.

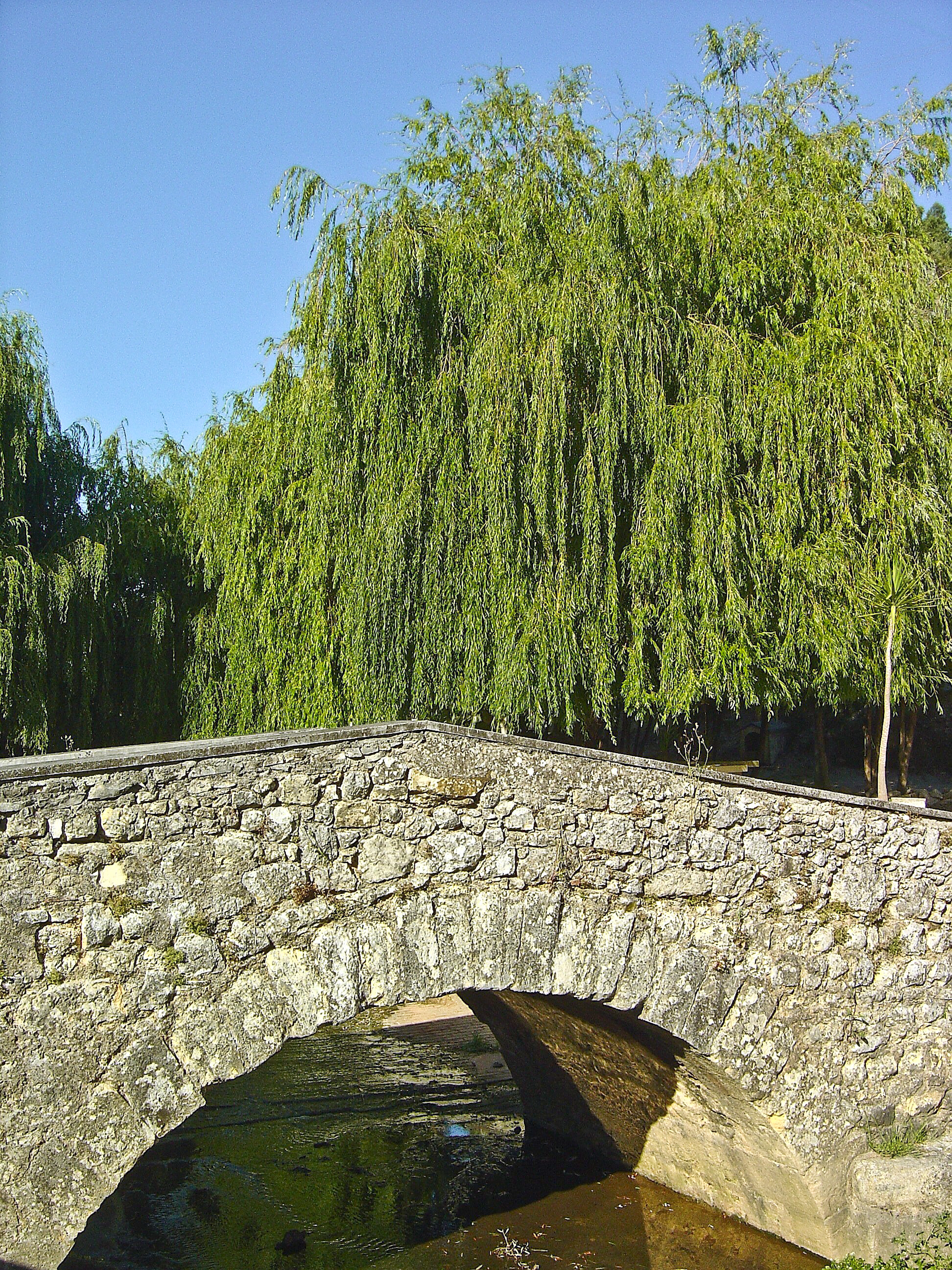
Ponte Romana de Alcanede

### Marcos históricos mais relevantes
Vila; sede da freguesia com o mesmo nome, com 106 km2, 4600 habitantes na Vila e em 22 aldeias; tem mais de 300 empresas, designadamente algumas importantes PME no setor da extração, transformação e comercialização de calcários;
Fundada em 1163 por D. Afonso Henriques, foi doada no temporal a Gonçalo Mendes de Sousa. Nessa mesma fundação, o Rei deu o domínio eclesiástico ao Prior do Convento de Santa Cruz de Coimbra;
Em 1187, o Rei D. Sancho I transfere a doação do domínio temporal para a Ordem dos Cavaleiros Freires de São Bento de Évora, na pessoa do seu Grão-Mestre, Gonçalo Viegas, com o compromisso de a defenderem e povoarem;
Em 1211, aquando da doação da Vila de Avis, pelo Rei D. Afonso II, aos Cavaleiros Freires de São Bento de Évora, o Castelo de Alanede, Vila e seu Termo, passaram a pertencer à Ordem de Avis, onde se manteve até 1789, ano da secularização desta Ordem Religiosa Militar;
Em 1300, sendo então Mestre de Avis D. Lourenço Afonso, o Rei D. Dinis transfere também para a Ordem de Avis os direitos eclesiásticos do Padroado de Alcanede: e esta Vila e seu Termo passa a pertencer por inteiro à Ordem Militar de Avis; e o Castelo foi ampliado com uma Torre de Menagem coroada de merlões; e o primeiro Prior da Matriz de Alcanede foi o padre Fernão Anes em 1299; e o orago da Matriz foi Santa Maria de Alcanede até 1650, quando passou a ser Nossa Senhora da Purificação de Alcanede, por Compromisso confirmado por provisão de D. João IV, Mestre de Avis;
Ao tempo do rei D. Fernando – ano de 1365 – o Castelo foi beneficiado com cavas, cubelos e barbacãs; e recondicionadas as muralhas; terá, então, ganho a sua forma definitiva;
Em 20 de Outubro de 1499, a Matriz de Alcanede recebeu o ataúde de D. João II, cujo cortejo de trasladação entre a Sé de Silves e o Mosteiro da Batalha, aí pernoitou e fez reunir em volta da Igreja, durante toda a noite, o povo da vila e das aldeias em vigília e oração;
Em 1500 (primeira década) – o Rei D. Manuel I ordena obras de beneficiação do Castelo que se encontrava em muito mau estado;
Em 22 de Dezembro de 1514, o Rei D. Manuel I confere novo Foral a Alcanede, que então foi proclamado no largo do pelourinho antigo; e esse Foral abrangia explicitamente e em comum as vilas de Alcanede Pernes; e assim se mantiveram as duas com esse estatuto, como sedes de Câmara, mas com ascendência da Vila sede do Concelho, Alcanede, até ao novo regime administrativo introduzido em meados do século XIX;
Em 1516, o Alcaide-mor e Comendador Aires de Sousa mandou construir a Igreja Matriz (provavelmente, como tudo leva a crer, uma nova Igreja Matriz), num terrapleno do Monte entre o Castelo e a Vila; o templo apresenta laivos de estilo Manuelino e maneirista; faço notar que documentos antigos, desde 1300, se referem à Matriz como situando-se “no meio da Vila”; por isso e por esta ser manuelina, a presunção de que foi construção nova do século XVI;
Em 26 de Janeiro de 1531, uma série de violentos abalos sísmicos que assolaram a região de Lisboa e Vale do Tejo fizeram ruir a quase totalidade do Castelo de Alcanede;
Nos primeiros anos de 1600 é concluída a construção (ou reconstrução…!?) da Igreja da Confraria do Espírito Santo e instituída a Irmandade da Misericórdia;
Datada de 1726, é a “Notícia Histórica e Topographica de Alcanede”, escrita por Simão Froes de Lemos, que constitui um magnífico Documento de Referência.
Entre Novembro de 1810 e Março de 1811, Alcanede esteve sob ocupação do 8.º Corpo de Exército na 3.ª Invasão Francesa comandada por Massena; foi a pior das provações que a História documenta, sofridas pelo povo e pelo património de Alcanede, designadamente a perda dos arquivos da Câmara e da Paróquia, que terão servido de pasto para fogueiras onde a soldadesca francesa se aqueceu nesse inverno muito frio;
Por Decreto de 16 de Maio de 1832, no contexto da nova legislação constitucional, Alcanede é confirmada como Concelho (não criado, o Concelho, pois que já existia, de facto, na tradição municipal);
Por Decreto de 24 de Outubro de 1855, foi extinto o concelho de Alcanede que tinha as seguintes freguesias: Alcobertas, Fráguas, Abrã e Tremês, além da de Alcanede propriamente dita; e redefinidos os limites e incorporadas aquelas suas freguesias nos Concelhos de Santarém e de Rio Maior (então, recentemente criado), passou a ser apenas uma Freguesia do Concelho de Santarém. De salientar que, do antecedente ao Foral Manuelino de 1514, eram também freguesias da Concelho de Alcanede, Louriceira e Malhou, que passaram para a Câmara de Pernes. Nalguns textos, erradamente, diz-se que também Arneiro das Milhariças foi freguesia do Concelho de Alcanede, mas esta freguesia criada já no século XVII e desanexada da freguesia de Pernes, ficou adstrita a esta Câmara. 
Em 21 de Dezembro de 1857, por Decreto do Ministro dos Negócios do Reino, foi criado o Ensino Público Primário em Alcanede, que ficou instalado no piso superior do edifício que antes fora Paço do Concelho, virado para o largo do Pelourinho, e atualmente é sede da Freguesia;
Em 1883, foi construído um novo Pelourinho em substituição do antigo; é um monumento emblemático e revivalista a dar testemunho de que alí fora sede de Poder Municipal; é monumento Nacional desde 16 de Junho de 1910; a estátua de D. Afonso Henriques que encima a coluna do Pelourinho, foi aí colocada em 17 de Junho de 1988, por iniciativa da Junta de Freguesia, tendo sido mandada executar por Salgueiro Maia, conhecido capitão da Revolução de Abril de 1974;
Em 1897, no âmbito do Primeiro Plano Rodoviário Nacional, Alcanede, pela sua posição geográfica, foi contemplada com duas grandes e modernas vias, que aí se cruzam, a ligar Santarém à Batalha (N 362) e Rio Maior a Torres Novas(N 361). Essas vias conferiram e continuam a conferir importância à Vila. Como marco emblemático desse tempo e dessas obras, resta o belíssimo Fontanal do Cuval, junto ao canedo a Norte do Monte do Castelo;
Pelo Decreto 32973, de 18 de Agosto de 1943, o Castelo em estado de ruina desde 1531, é declarado Imóvel de Interesse Público e a Direcção-geral dos Edifícios e Monumentos Nacionais mandou proceder à sua reconstrução, ainda que parcial e amputada, sobretudo a Torre de Menagem que se ficou por metade do que fora nas duas primeiras décadas de Quinhentos;
Por publicação no Diário do Governo, II Série, n.º 237, de 12 de Outubro de 1949, ficou delimitada por planta topográfica envolvente do Monte do Castelo, a respetiva zona de protecção, onde passou a ser vedada a construção;
No Domingo de Ramos de 1950 foi inaugurada a nova Torre Sineira, após obras em que foi alteada com o quarto piso, e instalados carrilhão novo e relógio com mostrador virado à Vila e cúpula em forma de pirâmide, como a vemos na atualidade. Era Prior o padre António Martins dos Reis e presidente da Junta Armando da Silva Duarte. Alcanede ressurgia com o seu Castelo reerguido dos escombros e a sua Matriz com uma Torre altaneira e bem formada;
Na primeira década de 2000, no enquadramento da Carta Educativa e âmbito da política nacional da escolaridade obrigatória, visando a optimização de recursos e objetivos, foi criado em Alcanede o Agrupamento de Escolas D. Afonso Henriques, onde é centralizada toda a atividade educativa das crianças da Vila e dos 22 lugares da freguesia, até ao 9º Ano de Escolaridade;
Pontos de interesse histórico na Vila: Ponte Medieval, Castelo, Igreja Matriz, Igreja da Misericórdia, Pelourinho, casa antiga que foi Paço do Concelho, restos da Forca em estado de completa ruína e abandono;
Locais de interesse fora da Vila: a Gruta “Algar do Pena; a pista de dinossauros em Vale de Meios; a capela de Santa Catarina nos Mosteiros (o mais antigo templo religioso de Alcanede, anterior à atual Matriz e à Misericórdia); os miradouros de Delta Abraan, Delta Bairro e Senhora das Neves em Mata de Rei; e o conjunto das capelas das aldeias com riquíssimo património.
----------.
(1) Por Vila entenda-se, independentemente da dimensão urbana da localidade, o local onde fixado o poder local na lógica feudal, municipal e administrativa. Atualmente, vila tem conceito diferente e definido em Lei.
(2) As pequenas fortificações ou castelos não tinham um alcaide-mor ou governador aí residente. Para o representar e tudo fazer em nome do alcaide-mor, este nomeava um alcaide-menor, residente. *
Na época romana a região de Alcanede constituía o limite ocidental do território da colónia escalabitana, ponto de passagem de um percurso romano secundário.
D. Afonso Henriques doou a vila de Alcanede a Gonçalo Mendes de Sousa e os respetivos direitos eclesiásticos ao Mosteiro de Santa Cruz de Coimbra, no ano de 1163.
Em 1179 a guarnição do castelo ajuda D. Fuas Roupinho a desbaratar a incursão almóada ao Castelo de Porto de Mós e em 1187 D. Sancho I faz doação do castelo de Alcanede à Milícia de Évora, futura Ordem de Avis.
D. Fernando ordena a realização de obras no Castelo de Alcanede, as quais decorriam em 1370. Não obstante a nomeação, em 1372, de Vasco Fernandes de Camões (presumível ascendente de Luís de Camões) como Alcaide-mor do Castelo de Alcanede, a vila levanta-se em favor do Mestre de Avis, tal como referido pelo cronista Fernão Lopes.
D. Manuel confere-lhe foral em 1514. Em 1580 o município faz a entrega da vila a Filipe II de Espanha. Por essa época, D. António, Prior do Crato, terá sido acolhido em Alcanede, na sua fuga para fora do país. Em Julho de 1679 o Padre António Vieira estadia em Alcanede, como é revelado pela sua correspondência com o diplomata Duarte Ribeiro de Macedo.
Em 16 de Julho de 1719, o povo de Alcanede amotina-se contra os impostos exigidos pela Ordem de Avis, marchado sobre Lisboa, onde obtém o favor de D. João V. Não sofreu danos de monta no terramoto de 1755.
No decurso da 3ª invasão francesa, entre Novembro de 1810 e Março de 1811, a vila é ocupada e pilhada pelas tropas de do 8º corpo do exército de Massena.
Após a revolução de 1820 a Câmara de Alcanede adere ao novo regime liberal e jura as bases da Constituição. Durante a Patuleia (1846) Alcanede e a sua região foram palco de confrontos entre as forças cartistas e setembristas.

## Geografia

### Localização
A freguesia de Alcanede é delimitada pelas freguesias de Abitureiras, Azoia de Cima e Tremês, Abrã e Gançaria. Confina, ainda, com freguesias dos concelhos vizinhos de Alcanena (freguesia de Malhou, Louriceira e Espinheiro), Porto de Mós (freguesias de Arrimal e Mendiga e São Bento) e Rio Maior (freguesias de Fráguas e Outeiro da Cortiçada e Arruda dos Pisões).

## Património
- Castelo de Alcanede
- Igreja Matriz de Alcanede
- Igreja da Misericórdia
- capela de Santa Catarina, quinhentista, no lugar de Mosteiros
- Pelourinho da Vila
- Ponte Romana/Medieval
- Edifício dos antigos paços do Concelho
- Jazidas calcárias de Vale de Meios com notável pista de dinossauros terópodes
- Algar do Pena com uma galeria de 60 metros de altura, a que se acede por elevador, visitável por marcação prévia.
- Ruínas da forca

## Serviços
- Junta de Freguesia
- Biblioteca
- Centro Social Serra do Alecrim IPSS (Creche, Lar de Idosos, Centro de Dia, Apoio Domiciliário, Banco Alimentar e Banco de Ajudas Técnicas) - 243409210
- Banco BPI
- Caixa Agrícola
- Mundial Seguros
- CTT Correios
- Centro Escolar
- Agência Funerária Xavier
- Agrupamento de Escolas D. Afonso Henriques
- Unidade de Saúde Familiar Foral Novo
- Bombeiros Voluntários de Alcanede
- Farmácia Apolinário
- Centro de Dia, apoio domiciliário e lar de idosos da Santa Casa da Misericórdia de Alcanede
- Campos Desportivos
- Super mercados
- Cafés (O Abatanado e Café Central, na Vila) e outros fora da Vila
- Restaurantes (O Alcaide, Sabores da Serra, O Tempero do Frango)
- Mercado quinzenal
- Alojamento local - 2 unidades - na vila e no lugar de Valverde
- Portal de Alcanedehttps://portalalcanede.pt/ Em falta ou vazio |título= (ajuda)

## Economia
A freguesia de Alcanede destaca-se pela importante concentração de atividade extrativa de pedra calcária e indústrias de produtos afins. No sentido de regular essas atividades e, em paralelo, minimizar os impactos ambientais dessas indústrias, foi criada a Zona de Desenvolvimento Económico de Alcanede (Pé da Pedreira).